# A Extorsão
A Extorsão é um filme brasileiro de 1975, estrelado por Paulo César Peréio, Kate Lyra e Suzana Faíni. Foi dirigido por Flávio Tambellini, que faleceu alguns meses depois de concluir o longa. A história se passa na cidade do Rio de Janeiro e apresenta temas como adultério, política e violência.
O filme foi produzido pela produtora Flávio Tambellini Produções e a Cinema Internacional Corporation (CIC), e foi parcialmente financiado pela Embrafilme.

## Sinopse
Murilo é casado com Renata mas quer se separar dela e casar-se com sua amante, Laura, que também é casada, com filhos e por isso recusa essa proposta. Murilo e Laura são chantageados, mas resistem e não cedem às ameaças. Tentando evitar o afastamento do marido, Renata planeja um suposto seqüestro de sua filha Ana, em parceria com o seu cabeleireiro. Realizado o plano, a menina é escondida num sítio onde um amante ocasional e inescrupuloso do cabeleireiro toma conhecimento do fato e tira proveito da situação, matando-o e a Renata. A polícia toma conhecimento do envolvimento de Renata com o seqüestrador e busca pistas do homem que os matou e que ainda está com menina. O criminoso recorre a José, um antigo amante que agora está casado, para esconder Ana enquanto o resgate não é pago, prometendo dividir com ele o prêmio. Mas José, percebendo que será traído, mata o outro e fica com o dinheiro. O seqüestrador acaba morto. Ao lado de sua filha, Murilo procura Laura e eles ficam juntos.

## Elenco
- Paulo César Peréio.... Murilo
- Kate Lyra.... Laura
- Suzana Faíni.... Renata
- Carlos Kroeber.... Delegado
- Otávio Augusto.... Assassino
- Emiliano Queiroz.... José
- Marcos Wainberg.... Neném e Nestor
- Roberto Bonfim.... Esteves
- Carlos Gregório.... Miguel
- Arlete Salles.... Kátia
- Lícia Magna.... Jurema
- Ivan Setta.... Cavalão
- Luiz Sérgio de Lima e Silva.... Cabeleireiro
- Rosângela Nistal.... Ana
- Paulo de Carvalho.... Dr. Júlio
- Judy Miller.... Governanta
- Maria da Silva.... Deolinda
- Kátia D'Ângelo.... Secretária
- Ângela Maria Brandão de Mattos.... Locutora da TV
- Leilany Fernandes.... Mulher Entrevistada
- Maria Alves
- Clementina de Jesus
- Jean Eustáquio Viola
- Sérgio Correia
- Marcos Rebu
- Leilane Chediak
- Luiza Maria Camargo
- Waldemar Marques
- Divaldo de Souza
- Elisabeth de Azevedo Souza
- Danton Jardim
- Maria Amélia de Oliveira
- Ura de Agadir
- Herbert Richers Jr.
- Brás Chediak

## Prêmios
| Ano  | Prêmio                      | Categoria                                  | Resultado | Ref.  |
| ---- | --------------------------- | ------------------------------------------ | --------- | ----- |
| 1975 | Festival de Cinema de Lages | Melhor filme                               | Venceu    | [ 1 ] |
| 1975 | Festival de Cinema de Lages | Melhor atriz coadjuvante para Suzana Faíni | Venceu    | [ 1 ] |